# Žiga Lin Hočevar
Žiga Lin Hočevar, slovenski kajakaš in kanuist, * 23. junij 2007.
Hočevar je leta 2024 na evropskem prvenstvu v Tacnu osvojil dva naslova evropskega prvaka, v disciplini C-1 posamično in ekipno skupaj z Benjaminom Savškom in Luko Božičem. S šestnajstimi leti je najmlajši prvak v zgodovini evropskih prvenstev v slalomu na divjih vodah. 1. junija je na tekmi v Augsburgu v isti disciplini osvojil prvo zmago v svetovnem pokalu in je s tem postal drugi najmlajši zmagovalec tekme za svetovni pokal.
Hočevar je leta 2023 prvič postal mladinski svetovni prvak v kanuju, nato pa je leto kasneje uspeh ponovil in ga nadgradil še z naslovom v kajaku. Tako je postal tudi trikratni mladinski svetovni prvak, največkrat v zgodovini moškega kajaka in kanuja.
Mesec dni kasneje je postal še mladinski evropski prvak v kanuju.
Leto 2024 je končal na 4. mestu med kannuisti po ICF svetovni jakostni lestvici.
Istega leta je bil izbran za kajakaša leta v Sloveniji in dobil prestižno nagrado za Najbolj obetavno športno osebnost leta v Sloveniji po izboru športnih novinarjev. 
Žiga Lin ima tako v svoji zbirki že 22 medalj z evropskih/ svetovnih prvenstev in svetovnih pokalov. 
Leta 2021 je prejel nagrado za fair play na prireditvi Športnik leta. 
Njegov oče Simon je nekdanji kanuist in trener, sestra Alina Hočevar prav tako tekmuje v tej disciplini.